# خانواده سرکار غضنفر
خانواده سرکار غضنفر فیلمی به کارگردانی و نویسندگی رضا میرلوحی محصول سال ۱۳۵۱ است.

## خلاصه داستان
سرکار غضنفر با پدرش آقابالاخان و برادرش عباس در خانهٔ دامادشان اکبر زندگی می‌کنند. هر شب بین عباس و اکبر بر سر فرستادن اشرف، خواهر عباس و همسر اکبر، به زیارت مرافعه می‌شود و مستأجر آنها میرزا از سرکار غضنفر استمداد می‌طلبد. سرکار غضنفر که موفق شده نظم و آرامش را به محله حاکم کند از دست برادر و دامادش ناخرسند است. با فرستادن اشرف به سفر و آمدن زری، دختر عموی عباس و نامزد سرکار غضنفر، وضع خانه و محله متشنج تر می‌شود. سرکار غضنفر چند روزی اکبر را در بازداشت نگه می‌دارد و اکبر پس از آزادی شاگردش علی فیش را می‌گمارد تا با چاقوی سلاخی عباس یکی از اوباش محل را از پا درآورد و عباس را به عنوان قابل معرفی کند. عباس از دست سرکار غضنفر می‌گریزد، و پس از مدتی تعقیب و گریز در مرافعه‌ای با علی فیش او را وادار به اعتراف به قتل می‌کند و خودش تبرئه می‌شود.

## بازیگران
- بهمن مفید - اکبر
- مرتضی عقیلی - عباس
- بهرام وطن‌پرست - سرکار غضنفر
- مرجان - زری
- مهدی فخیم زاده - علی فیش
- نعمت اله گرجی - آقابالا خان
- احمد هاشمی - میرزا